# Satisfaction Is the Death of Desire
Satisfaction Is the Death of Desire es el álbum debut de la banda Estadounidense de hardcore Hatebreed. Fue lanzado el 11 de noviembre de 1997, por Victory Records. Este fue el primer trabajo de la banda que recibe tantos elogios por parte de la crítica, llamándolo como "un clásico del hardcore". Esto logró que la banda ganara popularidad y les valiera un contrato discográfico con Universal Records.

## Lista de canciones
1. "Empty Promises" - 1:18
2. "Burn the Lies" - 1:45
3. "Before Dishonor" - 2:49
4. "Puritan" - 2:11
5. "Conceived Through an Act of Violence" - 1:44
6. "Afflicted Past" - 1:41
7. "Prepare for War" - 2:00
8. "Not One Truth" - 2:02
9. "Betrayed by Life" - 1:39
10. "Mark My Words" - 1:51
11. "Last Breath" - 1:33
12. "Burial for the Living" - 1:40
13. "Worlds Apart" - 2:04
14. "Driven by Suffering" - 1:48

- Algunas copias del álbum tienen la última canción escrita incorrectamente como "Dirven by Suffering".

## Créditos
- Jamey Jasta - Voz
- Lou "Boulder" Richards - Guitarra
- Chris Beattie - Bajo
- Jamie Pushbutton - Batería
- Matt McIntosh - Guitarra
- Sean Bonner - Construcción
- Jesse Burke - Fotografía
- Alan Douches - Mastering
- Steve Evetts - Productor, Ingeniero
- Jamie Murphy - Fotografía
- Adam Tanner - Fotografía